# Brandskogsskeppet
Brandskogsskeppet är en av Sveriges största och märkligaste hällristningsfigurer. Den är ristad i en häll som sluttar mot öster, på en plats cirka 1 kilometer nordväst om Boglösa kyrka i Boglösa socken sydost om Enköping i Uppland.
Skeppsfiguren är 4,2 meter lång. Den visar sex mansfigurer som paddlar. Detta visar klart att de skeppsformade hällristningarna verkligen avbildar båtar. Stävarna är prydda med djurhuvuden, medan aktern vilar på en stor mansfigur.
Skeppet finns på en ristningsyta, vilken även har några mindre figurer och ligger inom ett av landets tätaste hällristningsområden.
Brandskogsskeppet återfanns 1925 av den i trakten boende hällristningsforskaren Einar Kjellén.

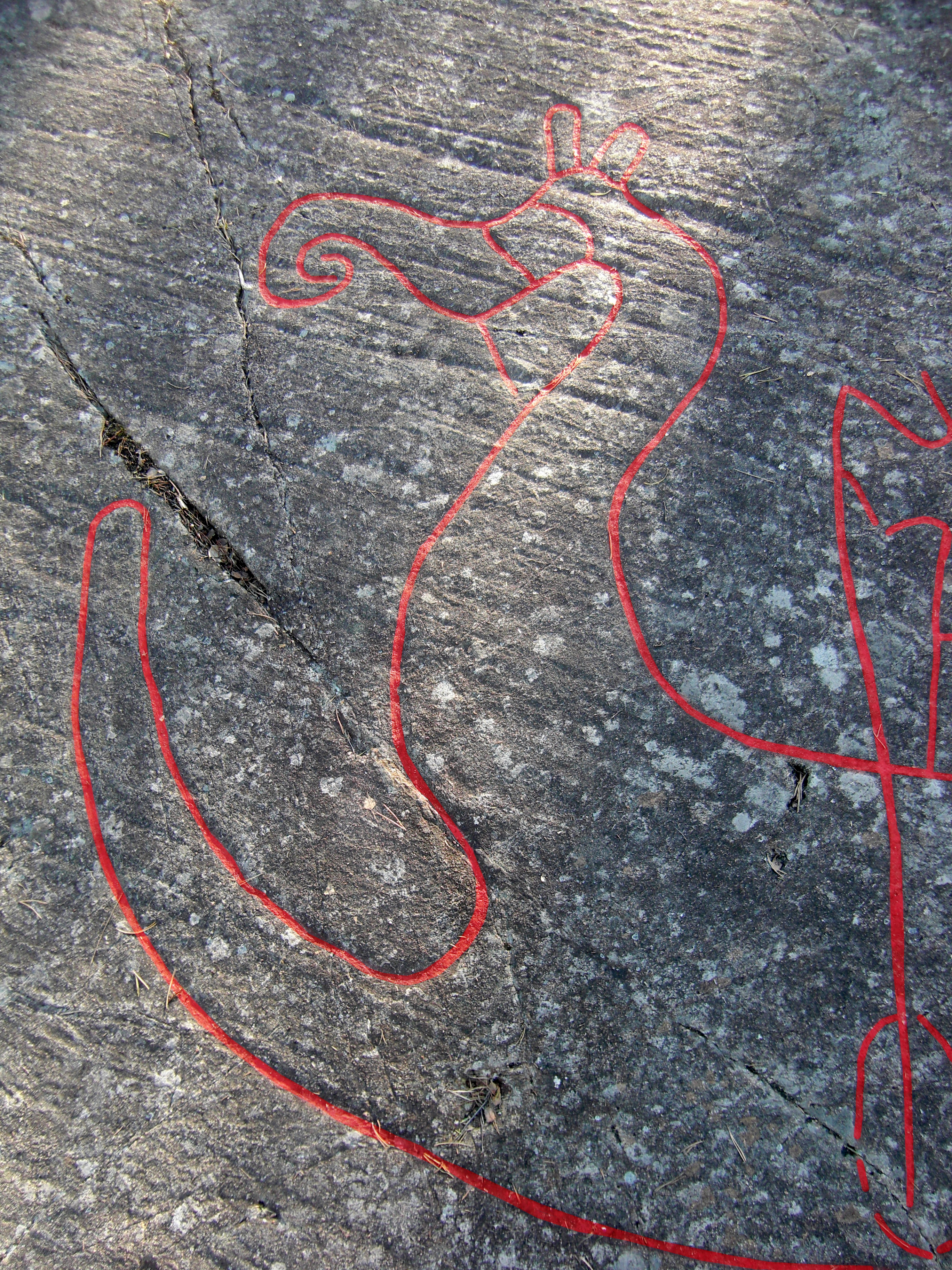
Detalj av förstäven.
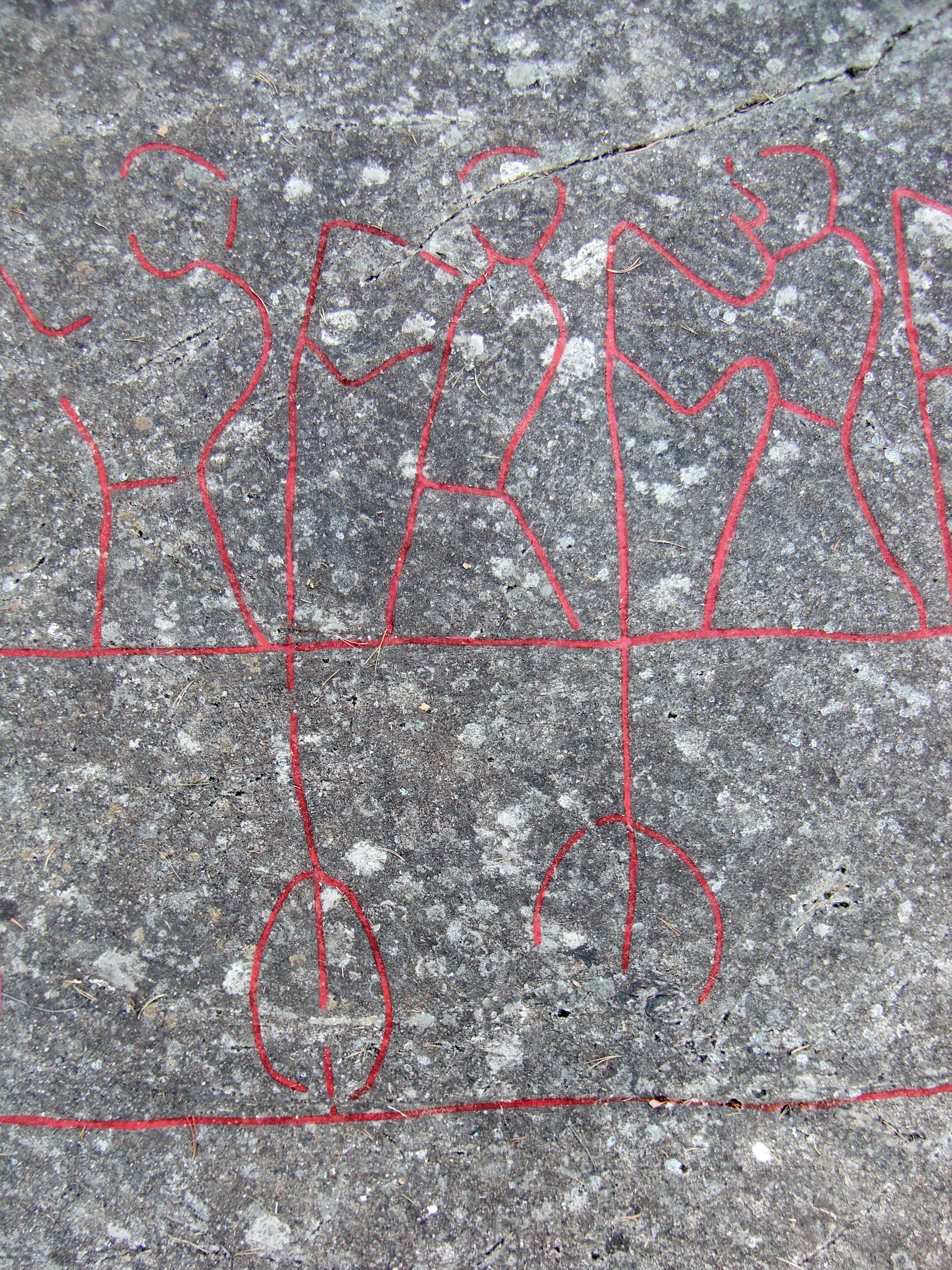
Detalj av de paddlande männen.
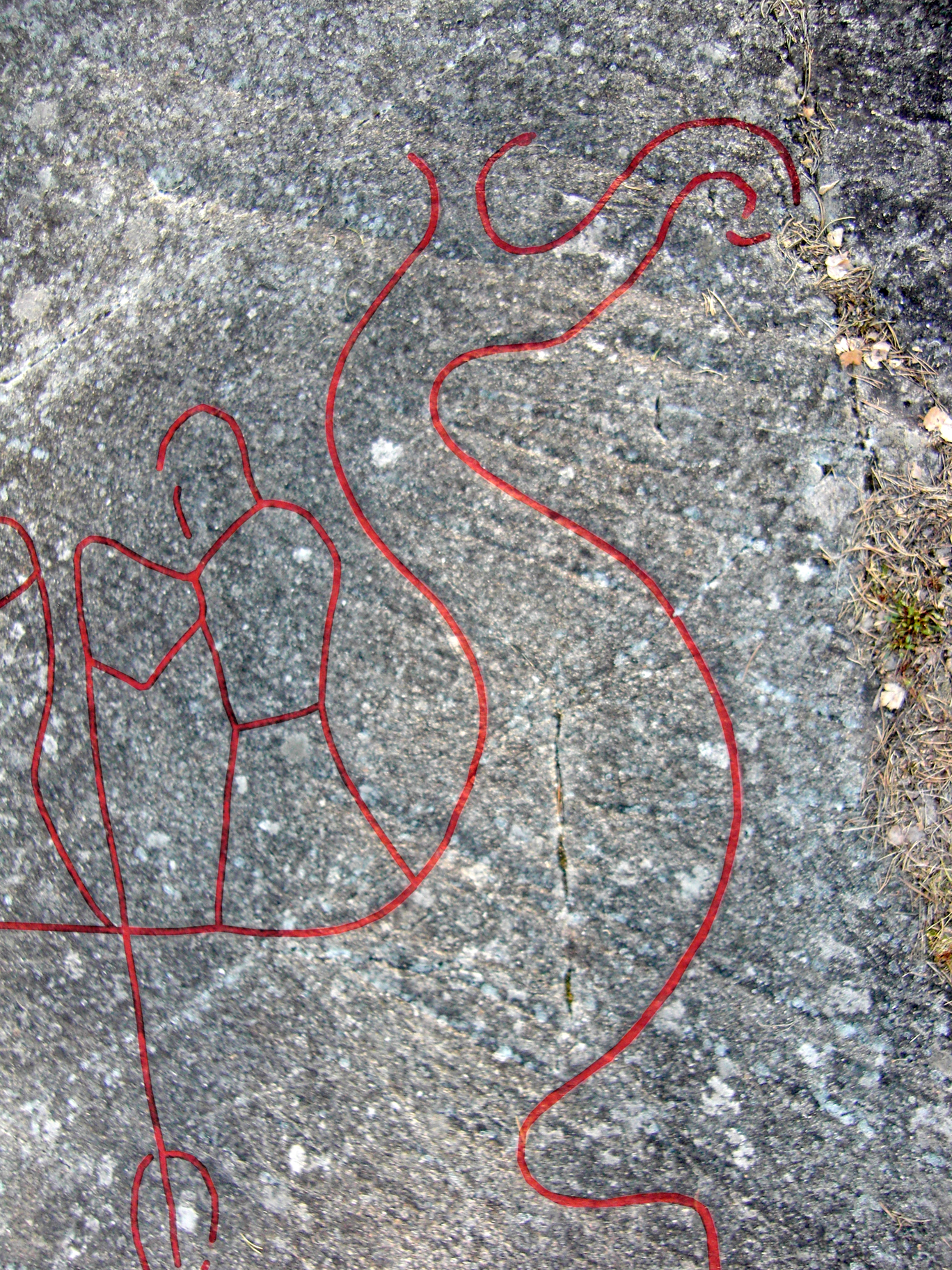
Detalj av akterstäven.
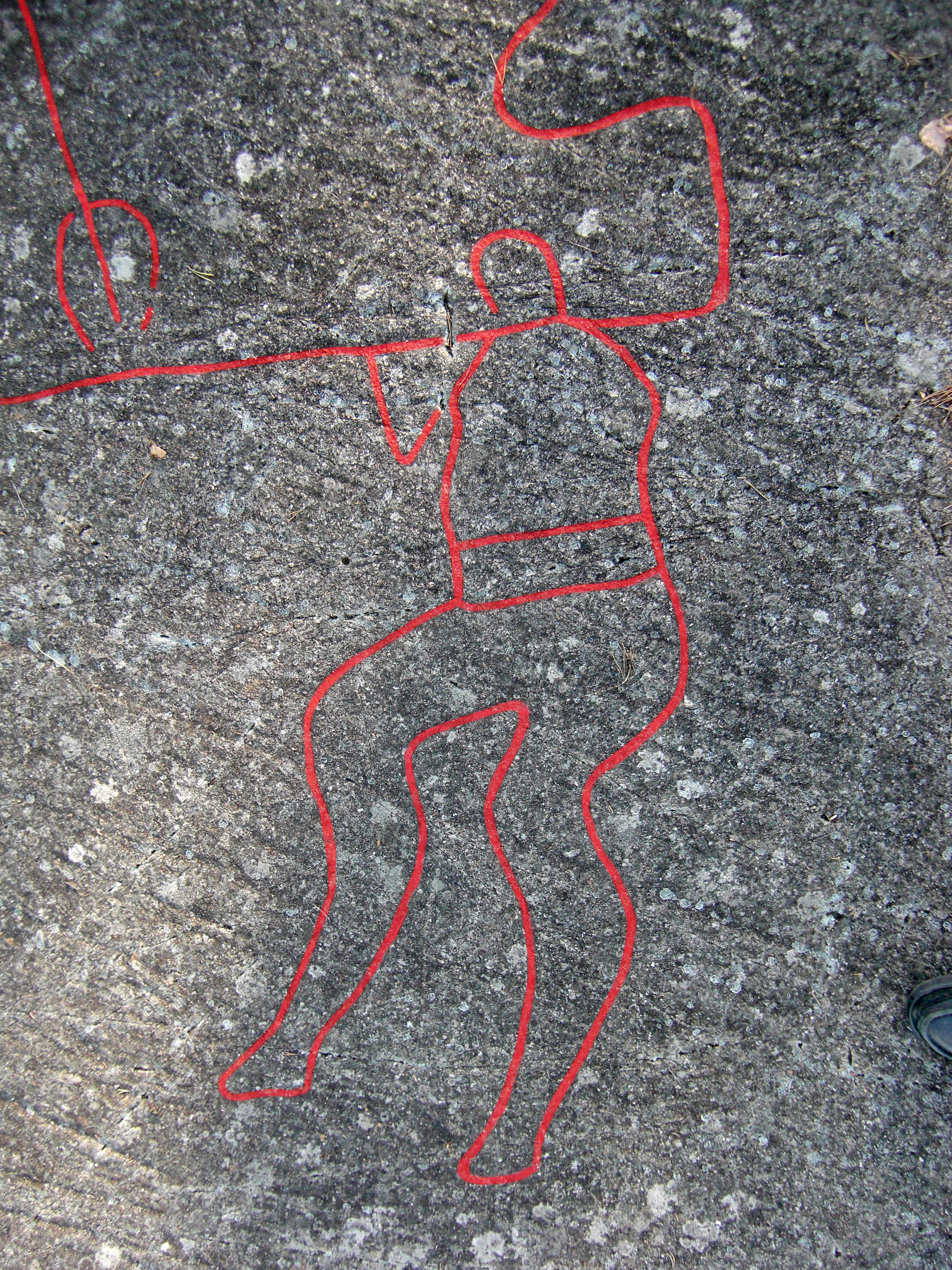
Detalj av mannen som bär skeppet.